# أرواح حيوانية
أنيمال سبيريت أو الأرواح الحيوانية (بالإنجليزية: Animal spirits)‏ الأرواح الحيوانية هي اعتقاد روحاني يسود كل سكان أمريكا الشمالية الأصليين، ينظر إلى كل الأشياء الحية باعتبارها تملك «روحا» ربطها علماء الأعراق بالروح المسيحية اليهودية. ومع أن «النفس» متطابقة مع ذلك جدا، فإن طبيعة الروحانية الحيوانية أعمق في سياقها الثقافي. فالحيوانات، مع الجو والعناصر الأخرى في الطبيعة، تمتلك صفات خاصة من القوة والمعرفة. فهناك أنماط سردية ومیثولوجية خلف المخلوقات في الطبيعة، تحمل أهمية للتصور الكوني الأمريكي عند السكان الأصليين ومفاهيم ميتافيزيكية في علاقتهم بعالمهم وبحياة العوالم الأخرى.

## معرض صور

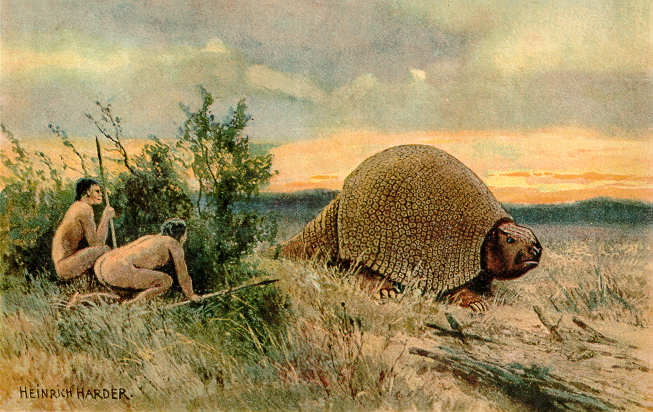
رسم توضيحي للسكان الأصليين وهم يصطادون غليبتودون.
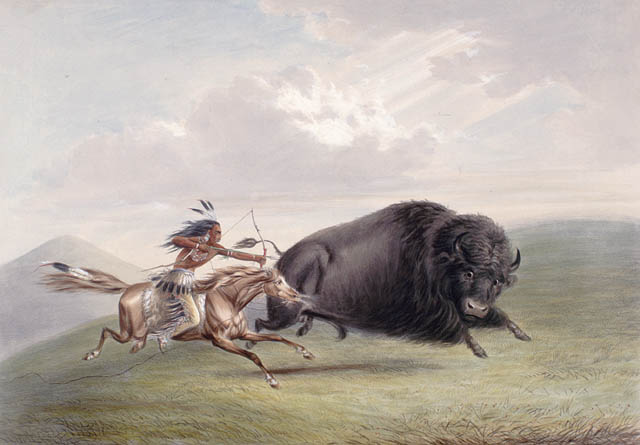
مطاردة البيسون يصورها جورج كاتلين.
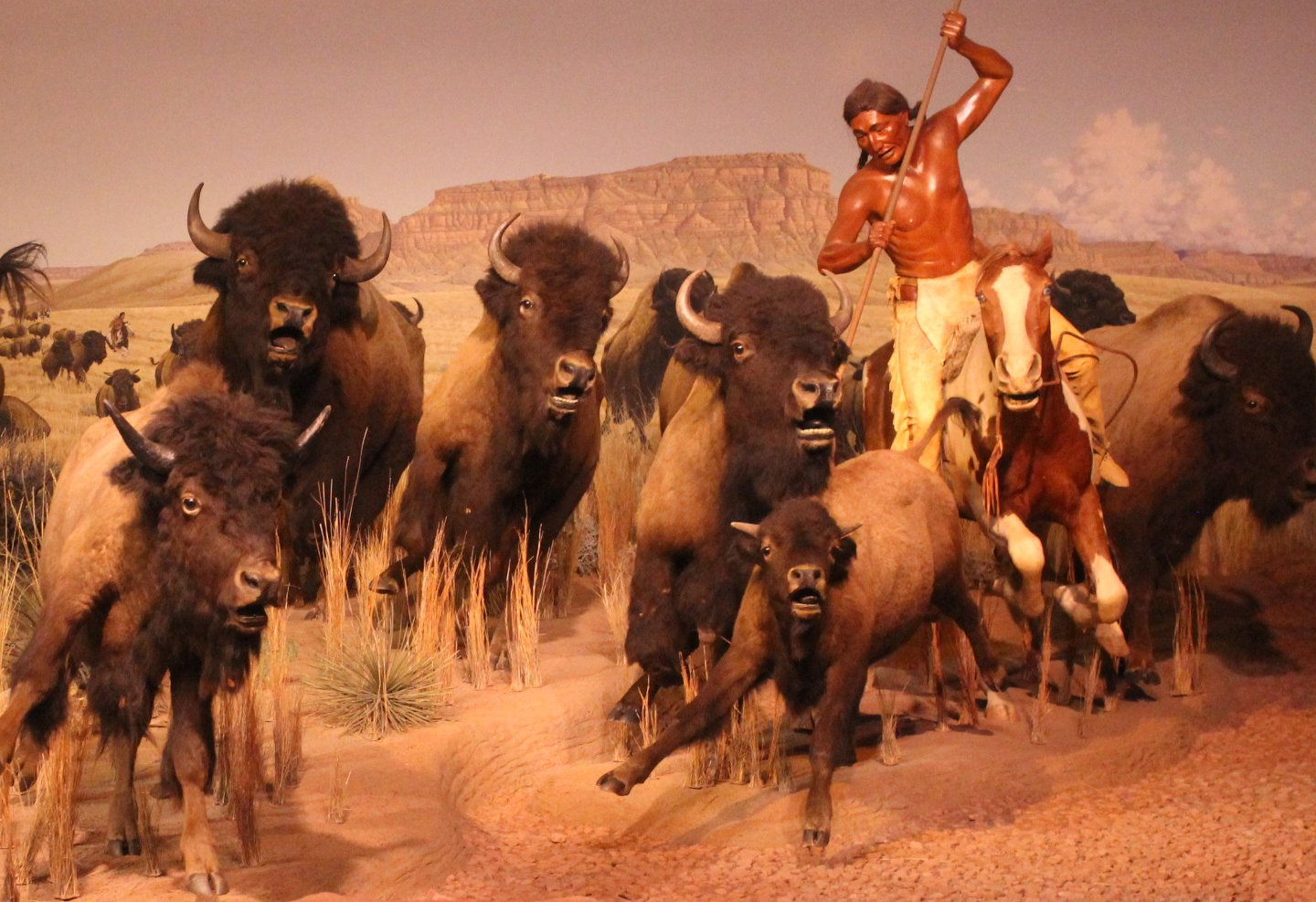
مطاردة حيوان البيسون من قبل أحد السكان الأصليين.
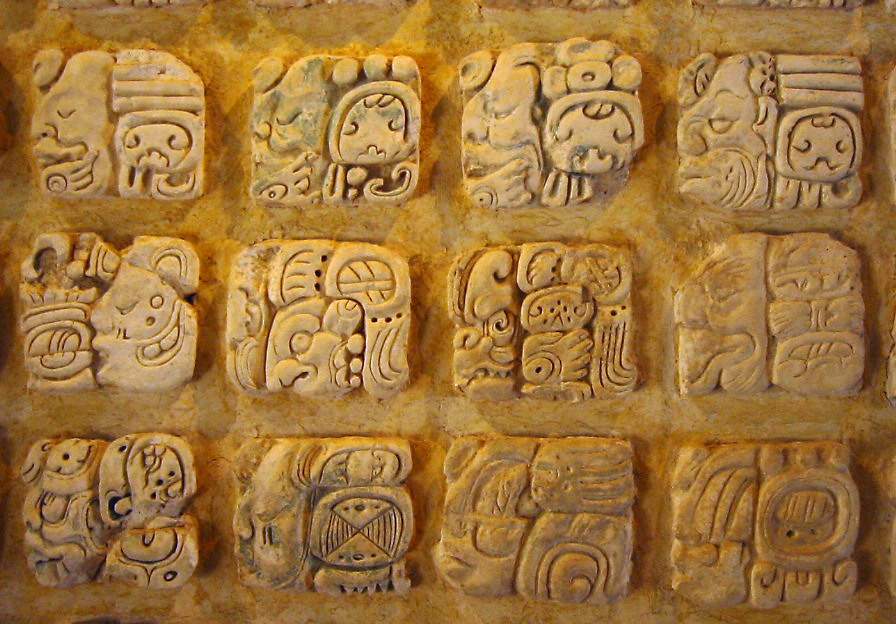
صورعلى الجص من المايا في متحف Sitio في بالينكو، المكسيك.
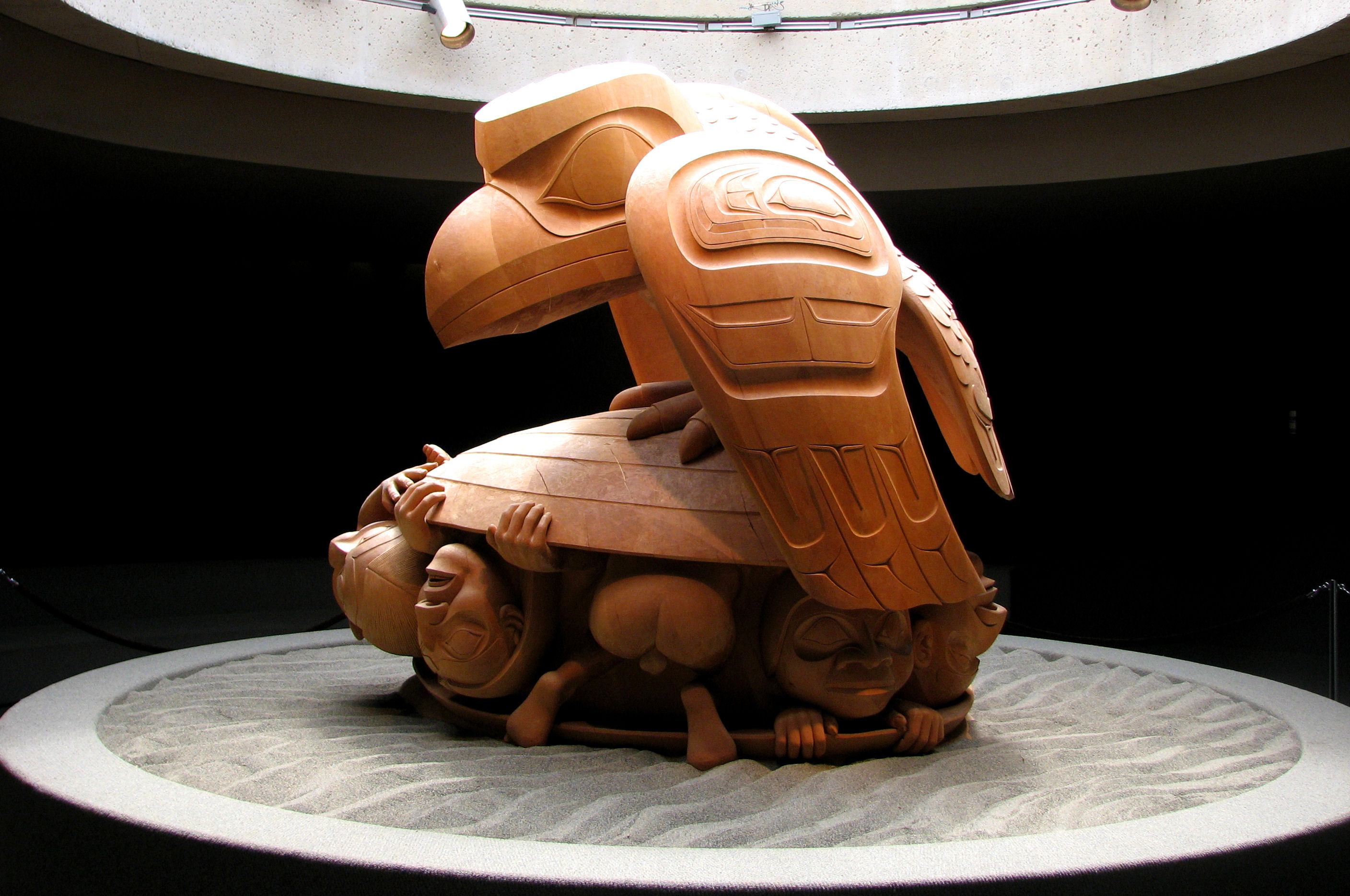
الغراب والرجل الأول. يمثل الغراب شخصية المحتال المشترك في العديد من الأساطير.